# Gare d’Algajola
Gare d’Algajola vasútállomás Franciaországban, Algajola településen.

## Vasútvonalak
Az állomást az alábbi vasútvonalak érintik:
- Ponte-Leccia-Calvi-vasútvonal

## Kapcsolódó állomások
A vasútállomáshoz az alábbi állomások vannak a legközelebb:
- Gare d’Aregno
- Gare de Sant'Ambroggio